# Erriapo
Erriapo (Saturn XXVIII) är en av Saturnus månar. Den upptäcktes av John J Kavelaars med flera år 2000 och fick beteckningen S/2000 S 10.
Erriapo är 10 kilometer i diameter och har ett genomsnittligt avstånd på 17 616 000 kilometer från Saturnus.